# ソボスライ・ドミニク
- ドミニク・ショボスライ
- ドミニク・ショボシュライ

ソボスライ・ドミニク（ハンガリー語: Szoboszlai Dominik; ハンガリー語発音: [ˈsoboslɒi], 2000年10月25日 - ）は、ハンガリー・セーケシュフェヘールヴァール出身のサッカー選手。プレミアリーグ・リヴァプールFC所属。ハンガリー代表。ポジションはMF。

## クラブ経歴
ヴィデオトンFCの下部組織でサッカーを始めた。2015-16シーズンにMTKブダペストFCの下部組織へ移った。2016年7月にFCリーフェリングに移籍。
2017年7月21日にエアステリーガで出場し、プロ初出場。72分までプレーした。8月4日にプロ初得点。2018年1月18日に2021年まで契約延長。3月27日、オーストリア・ブンデスリーガ・FKアウストリア・ウィーン戦の57分にエノック・ムウェプに代わって投入され、レッドブル・ザルツブルク初出場となった。2019年3月14日のUEFAヨーロッパリーグ 2018-19 決勝トーナメントのSSCナポリ戦でUEFA主催試合初出場。
2020年12月17日、RBライプツィヒと2025年までの契約を締結し、2021年1月1日から加入することが発表された。このシーズンは加入前から恥骨炎を抱えていたためリーグ戦での出場はなかった。
2021年8月15日、1.FSVマインツ05戦 (0-1)でライプツィヒ初出場となり、同月20日のVfBシュトゥットガルト戦 (4-0)で2得点を挙げる活躍を見せ、チームの勝利に貢献した。
2023年7月2日、リヴァプールFCへの移籍が発表された。移籍金は約110億円とみられている。9月27日、EFLカップ3回戦のレスター・シティ戦で、同点の状況で途中出場するとミドルシュートでゴールを挙げて勝利に貢献した。

## 代表経歴
2016年9月、15歳でありながらUEFA U-17欧州選手権2017予選に主将として出場。予選を突破し、16歳でUEFA U-17欧州選手権の本大会にも出場した。
2017年6月にはロシア代表戦、アンドラ代表戦のA代表メンバーに選出されたが、出場機会はなかった。その後も2018年5月に代表に招集されたが起用されず 、2019年3月21日のスロバキア代表戦でクレインヘイスレル・ラースローとの交代で出場し、A代表初出場となった。
2020年、EURO2020予選プレーオフ決勝のアイスランド戦では背番号10番を背負い、決勝ゴールを決め、チームを本大会出場に導いたが、恥骨部分に問題を再発させたため、本大会は欠場した。
UEFA EURO 2024に選出

## 個人成績

### クラブ
2023年6月30日現在
| クラブ                   | シーズン     | リーグ戦                     | リーグ戦 | リーグ戦 | 国内カップ | 国内カップ | リーグカップ | リーグカップ | 国際大会 | 国際大会 | その他 | その他 | 合計 | 合計 |
| クラブ                   | シーズン     | ディヴィジョン               | 出場     | 得点     | 出場       | 得点       | 出場         | 得点         | 出場     | 得点     | 出場   | 得点   | 出場 | 得点 |
| ------------------------ | ------------ | ---------------------------- | -------- | -------- | ---------- | ---------- | ------------ | ------------ | -------- | -------- | ------ | ------ | ---- | ---- |
| リーフェリング           | 2017-18      | 2. リーガ                    | 33       | 10       | -          | -          | -            | -            | -        | -        | -      | -      | 33   | 10   |
| リーフェリング           | 2018-19      | 2. リーガ                    | 9        | 6        | -          | -          | -            | -            | -        | -        | -      | -      | 9    | 6    |
| リーフェリング           | クラブ通算   | クラブ通算                   | 42       | 16       | 0          | 0          | 0            | 0            | 0        | 0        | 0      | 0      | 42   | 16   |
| レッドブル・ザルツブルク | 2017-18      | オーストリア・ブンデスリーガ | 1        | 0        | 0          | 0          | -            | -            | -        | -        | -      | -      | 1    | 0    |
| レッドブル・ザルツブルク | 2018-19      | オーストリア・ブンデスリーガ | 16       | 3        | 3          | 2          | -            | -            | 1        | 0        | -      | -      | 20   | 5    |
| レッドブル・ザルツブルク | 2019-20      | オーストリア・ブンデスリーガ | 27       | 9        | 6          | 2          | -            | -            | 7        | 1        | -      | -      | 40   | 12   |
| レッドブル・ザルツブルク | 2020-21      | オーストリア・ブンデスリーガ | 12       | 4        | 2          | 1          | -            | -            | 8        | 4        | -      | -      | 22   | 9    |
| レッドブル・ザルツブルク | クラブ通算   | クラブ通算                   | 56       | 16       | 11         | 5          | 0            | 0            | 16       | 5        | 0      | 0      | 83   | 26   |
| ライプツィヒ             | 2020-21      | ドイツ・ブンデスリーガ       | 0        | 0        | 0          | 0          | -            | -            | 0        | 0        | -      | -      | 0    | 0    |
| ライプツィヒ             | 2021-22      | ドイツ・ブンデスリーガ       | 31       | 6        | 5          | 2          | -            | -            | 9        | 2        | -      | -      | 45   | 10   |
| ライプツィヒ             | 2022-23      | ドイツ・ブンデスリーガ       | 31       | 6        | 6          | 3          | -            | -            | 8        | 1        | 1      | 0      | 46   | 10   |
| ライプツィヒ             | クラブ通算   | クラブ通算                   | 62       | 12       | 11         | 5          | 0            | 0            | 17       | 3        | 1      | 0      | 91   | 20   |
| リヴァプール             | 2023-24      | プレミアリーグ               | 0        | 0        | 0          | 0          | 0            | 0            | 0        | 0        | -      | -      | 0    | 0    |
| キャリア通算             | キャリア通算 | キャリア通算                 | 160      | 44       | 22         | 10         | 0            | 0            | 33       | 8        | 1      | 0      | 216  | 62   |

### 代表
出場大会
- U-17ハンガリー代表

2017年 - UEFA U-17欧州選手権2017 (ベスト8)
試合数
2023年6月20日現在
- 国際Aマッチ 32試合7得点（2019年 - ）

| ハンガリー代表 | 国際Aマッチ | 国際Aマッチ |
| 年             | 出場        | 得点        |
| -------------- | ----------- | ----------- |
| 2019           | 8           | 1           |
| 2020           | 4           | 2           |
| 2021           | 6           | 2           |
| 2022           | 10          | 1           |
| 2023           | 4           | 1           |
| 通算           | 32          | 7           |

得点数
| # | 開催日         | 開催地                                    | 対戦国       | スコア | 結果 | 大会                          |
| - | -------------- | ----------------------------------------- | ------------ | ------ | ---- | ----------------------------- |
| 1 | 2019年9月9日   | ブダペスト、グルパマ・アレーナ            | スロバキア   | 1-1    | 1-2  | UEFA EURO 2020予選            |
| 2 | 2020年9月3日   | スィヴァス、イェニ4エイリュル・スタデュム | トルコ       | 0-1    | 0-1  | UEFAネーションズリーグ2020-21 |
| 3 | 2020年11月12日 | ブダペスト、プシュカーシュ・アレーナ      | アイスランド | 2-1    | 2-1  | UEFA EURO 2020予選            |
| 4 | 2021年11月12日 | ブダペスト、プシュカーシュ・アレーナ      | サンマリノ   | 1-0    | 4-0  | 2022 FIFAワールドカップ・予選 |
| 5 | 2021年11月12日 | ブダペスト、プシュカーシュ・アレーナ      | サンマリノ   | 3-0    | 4-0  | 2022 FIFAワールドカップ・予選 |
| 6 | 2022年6月4日   | ブダペスト、プシュカーシュ・アレーナ      | イングランド | 1-0    | 1-0  | UEFAネーションズリーグ2022-23 |
| 7 | 2023年3月27日  | ブダペスト、プシュカーシュ・アレーナ      | ブルガリア   | 2-0    | 3-0  | UEFA EURO 2024予選            |

## タイトル

### クラブ
レッドブル・ザルツブルク
- オーストリア・ブンデスリーガ : 4回 (2017-18, 2018-19, 2019-20, 2020-21)
- オーストリア・カップ : 3回 (2018-19, 2019-20, 2020-21)

ライプツィヒ
- DFBポカール : 2回 (2021-22, 2022-23)

リヴァプール
- プレミアリーグ：1回（2024-25）

### 個人
- オーストリア・ブンデスリーガシーズン最優秀選手賞 : 1回 (2019-20)
- ハンガリー年間最優秀スポーツ選手賞（英語版） : 1回 (2020)